# Lena Granhagen sjunger Theodorakis & Biermann
Lena Granhagen sjunger Theodorakis & Biermann är en skiva från 1972 av skådespelerskan Lena Granhagen på vilken hon sjunger svenska tolkningar av sånger av Mikis Theodorakis och Wolf Biermann.
För arrangemang står Björn J:son Lindh, och bland andra Cornelis Vreeswijk och Theodor Kallifatides har arbetat med översättning av Theodorakis sångtexter. Biermann-sångerna är översatta av Caj Lundgren.
Musiker är bland annat Björn J:son Lindh och Janne Schaffer.

## Innehåll
Sida A - Theodorakis:
1. Denna jord är vår
2. Hav o hav
3. En morgon i augusti
4. Du död
5. Smärta
6. Jag är fronten
7. Den sista kakan bröd

Sida B - Biermann:
1. Stor uppmuntran
2. Soldat soldat
3. Det tyska mörkret
4. Liten visa om själva Dödens död
5. Legenden om soldaten i tredje världskriget, eller: Visa till Karin
6. Stor bön av den gamla kommunistkvinnan Oma Meume i Hamburg
7. Uppmuntran